# AMC-7
AMC-7 (vormals GE-7) war ein kommerzieller Kommunikationssatellit des niederländischen Satellitenbetreibers SES World Skies.

## Geschichte
Der Satellit wurde ursprünglich als GE-7 für den US-amerikanischen Satellitenbetreiber GE Americom gebaut. Der Start erfolgte am 14. September 2000 auf einer Ariane-5-Trägerrakete vom Raumfahrtzentrum Guayana in einen Geotransferorbit. GE-7 wurde bei seiner geostationären Position auf 137° West in Betrieb genommen. Von dort konnte er in ganz Nordamerika empfangen werden.
Im Jahr 2001 wurde GE Americom an SES verkauft und hieß von dort an SES Americom. Der Satellit wurde in AMC-7 umbenannt. Ab 2009 wurde der Satellit dann von SES World Skies betrieben.
2015 wurde er von 137° West nach 135° West verschoben und diente fortan als Reservesatellit für AMC-10. Am 25. Oktober 2018 lief sein Vertrag aus und der Satellit wurde in einen Friedhofsorbit manövriert und abgeschaltet.

## Technische Daten
Lockheed Martin baute GE-7 auf Basis ihres Satellitenbusses der A2100-Serie. Der Satellit war mit 24 C-Band-Transpondern ausgerüstet. Er war dreiachsenstabilisiert und wog beim Start ca. zwei Tonnen. Außerdem wurde er durch zwei große Solarmodule und Batterien mit Strom versorgt und besaß eine geplante Lebensdauer von 15 Jahren, welche er auch erreichte.